# 히로타정
히로타정(広田町)은 1954년까지 이와테현 게센군에 존재했던 정이다. 현재의 리쿠젠타카타시 히로타초에 해당한다.

## 연혁
- 1889년 4월 1일 - 정촌제 시행과 함께, 게센군 히로타촌이 성립하였다.
- 1952년 6월 1일 - 정으로 승격하였다.
- 1955년 1월 1일 - 다카타정, 게센정, 오토모촌,다케코마촌, 야하기촌, 요코타촌, 요네사키촌과 합병해 리쿠젠타카타시가 되었다.

## 참고서적
- 이와테현 정촌합병지, (이와테현 총무부 지방과, 1957)